# Carlos Vicente
Carlos Vicente (* 18. November 1971 in La Seu d’Urgell) ist ein ehemaliger spanischer Skilangläufer.

## Werdegang
Vicente trat international erstmals in der Saison 1990/91 in Erscheinung. Dabei belegte er bei den Junioren-Skiweltmeisterschaften 1991 in Reit im Winkl den 25. Platz über 10 km klassisch, den 19. Rang über 30 km Freistil und den 15. Platz mit der Staffel und bei den Nordischen Skiweltmeisterschaften 1991 im Val di Fiemme den 64. Platz über 15 km Freistil, den 58. Rang über 10 km klassisch und den 14. Platz mit der Staffel. Bei den Olympischen Winterspielen 1992 in Albertville kam er auf den 58. Platz in der Verfolgung, auf den 57. Rang über 30 km klassisch und auf den 56. Platz über 10 km klassisch. Zudem errang er dort zusammen mit Jordi Ribó, Antonio Cascos und Juan Jesús Gutiérrez den 14. Platz in der Staffel. Im folgenden Jahr errang er bei den Nordischen Skiweltmeisterschaften in Falun den 55. Platz über 30 km klassisch. Bei den Olympischen Winterspielen 1994 in Lillehammer belegte er den 44. Platz über 10 km klassisch, den 42. Rang über 50 km klassisch und den 32. Platz in der Verfolgung.